# Jora Kryjovnikov
Jora Kryjovnikov (en russe : Жора Крыжовников), né Andreï Perchine le 14 février 1979 à Sarov dans l'oblast de Nijni Novgorod, est un réalisateur, scénariste et producteur russe.

## Filmographie non exhaustive

### Réalisateur
- 2013 : Embrassez-vous ! (Горько!)
- 2013 : La Cuisine (Кухня), série télévisée, saison 3
- 2014 : Embrassez-vous ! 2 (ru) (Горько! 2)
- 2015 : Le Jour le meilleur (ru) (Самый лучший день)
- 2020 : La Glace 2 (Лёд 2)

### Scénariste
- 2018 : Les Derniers Sapins de Noël (Ёлки последние) de Egor Baranov